# Capitán (cóctel)
El capitán es un clásico cóctel peruano a base de pisco. 

## Descripción
El capìtán es un cóctel que se consume como aperitivo. Se prepara mezclando una onza de pisco, una onza de vermú rojo, hielo al gusto y acompañando la preparación con dos aceitunas verdes o una cereza.

## Historia
Se estima que este cóctel apareció en la primera mitad del siglo XX con la inmigración italiana en el Perú. No obstante, una antigua marinera limeña hace tributo a este cóctel de la siguiente manera: 

Capitán es el pisco
Teniente, el frasco
Alférez, la botella
Sargento el vaso